# 神戸高等工業学校
| 神戸高等工業学校 （神戸高工） | 神戸高等工業学校 （神戸高工） |
| ----------------------------- | ----------------------------- |
| 創立                          | 1921年                        |
| 所在地                        | 神戸市                        |
| 初代校長                      | 廣田精一                      |
| 廃止                          | 1951年                        |
| 後身校                        | 神戸大学工学部                |
| 同窓会                        | 神戸大学工学振興会            |

神戸高等工業学校（こうべこうとうこうぎょうがっこう）は、1921年（大正10年）に設立された旧制専門学校（実業専門学校）。
略称は「神戸高工」。神戸大学工学部の前身。

## 概要
- 第一次世界大戦後の政府による高等教育機関拡張政策により、第12の官立高等工業学校として設立された。
- 修業年限は3年で、建築・電気・機械・土木・精密機械の各科が設置（1940年現在）。
- 「学務と実務の両立とこれを支える自主的研究の尊重」を掲げ、電気自動車・飛行機など当時最先端の技術開発に取り組み、特に電気自動車の開発で成果をあげた。毎年の開校記念日に開かれた開校記念展覧会は各科が出品を競い、多くの市民が訪れる名物行事になった。
- 第二次世界大戦中に神戸工業専門学校（神戸工専） と改称した。
- 現在の神戸大学工学部の前身である。
- 卒業生により社団法人「神戸大学工学振興会（KTC）」が結成され、神大工学部（および大学院）と共通の同窓会となっている。
- 兵庫県立高等工業学校（1944年設立でのち兵庫県立工業専門学校・姫路工業大学（現兵庫県立大学）の旧制前身校）とは別学校である。また、新制高等学校である「（神戸市立）神戸工業高等学校」とも別である。

## 沿革
- 1921年12月：設立。建築・電気・機械の各科を設置。初代校長は廣田精一。
- 1922年4月：本館竣工。
- 1929年：土木科を設置。
- 1929年4月：『神戸高工新聞』創刊（1940年12月　第140号まで刊行）
- 1939年：精密機械科を設置。
- 1941年1月：『神戸高工月報』創刊（1943年10月　第28号まで刊行）
- 1944年4月：神戸工業専門学校と改称。
- 1945年3月：空襲により一部を除き校舎が全焼。
- 1948年：化学工業科を設置。
- 1949年5月：新制神戸大学の発足にあたり包括され、工学部の母体となる。
- 1951年3月：神戸工専廃止。

## 歴代校長
- 初代：廣田精一（1921年12月10日[1] - 1929年4月）
  - 電機学校（現：東京電機大学）理事。
- 第2代：古宇田實（1929年4月 - 1945年11月）
  - 1944年4月より神戸工業専門学校校長。
- 第3代：石原富松（1945年11月24日[2] - 1946年2月）
  - 前・盛岡工業専門学校校長。
- 校長事務取扱：芳井正夫（1946年2月 - 1946年5月）
- 第4代：田中重芳（1946年5月 - 1949年7月）
  - 前・和歌山工業専門学校校長。
- 第5代：城野和三郎（1949年7月 - 1951年3月）
  - 新制神戸大学工学部学部長（初代、第3代、第5代）。

## 著名な出身者
神戸大学の人物一覧を参照のこと。

## 校地の変遷と継承

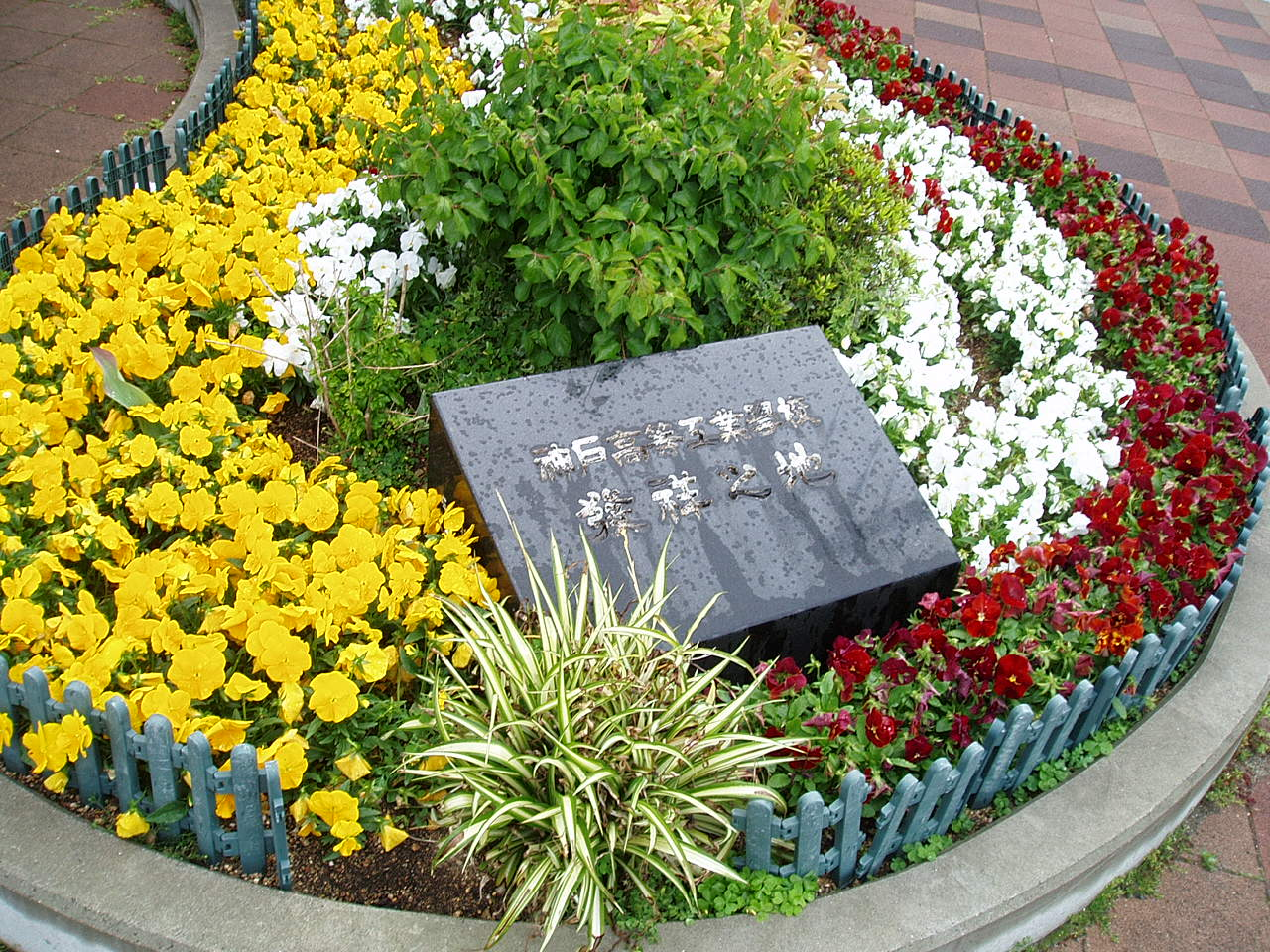
発祥之地碑

神戸高工開校時の校地は神戸市水笠通（西代校舎・現長田区水笠通）に所在しており、新制大学移行まで継承された。1945年3月17日未明の空襲により校舎は土木科棟など一部を除いて全焼、戦後の復興にあたって舞鶴の海軍施設への移転も検討されたが、神戸市から市立第一機械工業学校（旧市立松野実業学校。新制市立神戸工業高校機械科→現在の市立科学技術高校の前身）の校舎を提供され、1946年12月に本部を移転する（松野校舎）などして長田区内に留まった。神戸大学への包括後、2つの校地はしばらく同大学の工学部に継承されたが、ほどなくして各学部キャンパスの六甲台への統合移転が本格化、1961年に工学部の移転が開始され1962年8月までに完了した。なお、焼け残っていた土木科棟は工学部の移転後も雑居ビルとして使用されていたが、阪神・淡路大震災後の区画整理事業のため1999年に解体された。現在、元西代校舎跡地の一角、新長田駅北地区5号緑地に 「神戸高等工業学校発祥之地」碑が設置されている。松野校舎跡地は、前記の市立神戸工高や大和田工業高等学校（のち市立長田工業高校と改称）の校地に使用された。同校移転により、現在はマンション（新長田駅前アーバンコンフォートほか）となっている。

## 関連書籍
- 作道好男・江藤武人（編）　『神戸大学工学部五十年史』　財界評論新社、1971年12月。
- 神戸大学百年史編纂委員会 『神戸大学百年史』 通史Ⅰ 前身校史、2002年。